# Programa Casa Verde e Amarela

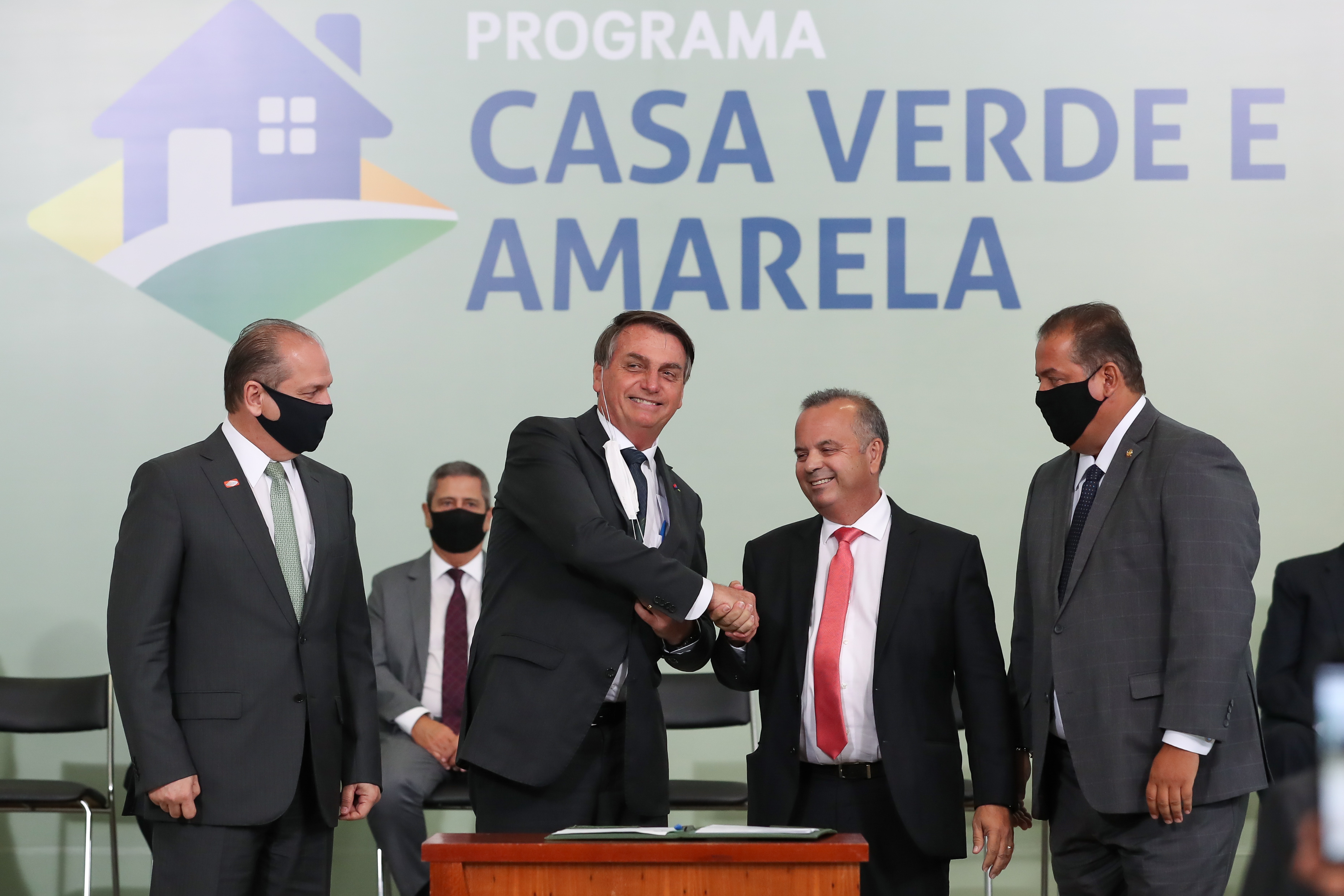
Lançamento do Programa Casa Verde e Amarela

O Programa Casa Verde e Amarela foi um conjunto de medidas propostas pelo Governo Federal do Brasil durante o Governo Jair Bolsonaro destinadas a facilitar o acesso da população a uma moradia própria, garantindo mais qualidade de vida. Foi o sucessor do Minha Casa, Minha Vida, criado em 2009 durante o Governo Lula.
Em 14 de fevereiro de 2023, o antigo programa Minha Casa, Minha Vida foi retomado pelo presidente Lula.

## O Programa
Com o intuito de atender 1,6 milhão de famílias de baixa renda com o financiamento habitacional até 2024, proporcionando um incremento de mais 350 mil habitações, o programa desenvolvido pelo Ministério do Desenvolvimento Regional (MDR), pretendeu dar mais eficiência à aplicação dos recursos, através da redução na taxa de juros, do Fundo de Garantia do Tempo de Serviço (FGTS) e de mudanças na remuneração do agente financeiro.
Além do financiamento habitacional, o programa atuaria com regularização fundiária e melhoria de residências, enfrentando problemas de inadequações, como falta de banheiro, por exemplo. A meta é regularizar 2 milhões de moradias e promover melhorias em 400 mil até 2024. Após a publicação da medida provisória da criação do programa, as propostas serão analisadas e aprovadas pelos conselhos curadores do FGTS e do Fundo de Desenvolvimento Social (FDS).

### Regularização fundiária
A regularização fundiária embutida no programa, pretende enfrentar um problema histórico no País e dar o título que garante o direito real sobre o lote das famílias, oferecendo segurança jurídica, a redução dos conflitos fundiários, a ampliação do acesso ao crédito, o estímulo à formalização de empresas e o aumento do patrimônio imobiliário do País. Serão contempladas áreas ocupadas, majoritariamente, por famílias com renda de até R$ 5 mil mensais que vivam em núcleos urbanos informais. Não poderão ser incluídas casas localizadas em áreas não passíveis de regularização ou de risco.

### Melhoria habitacional

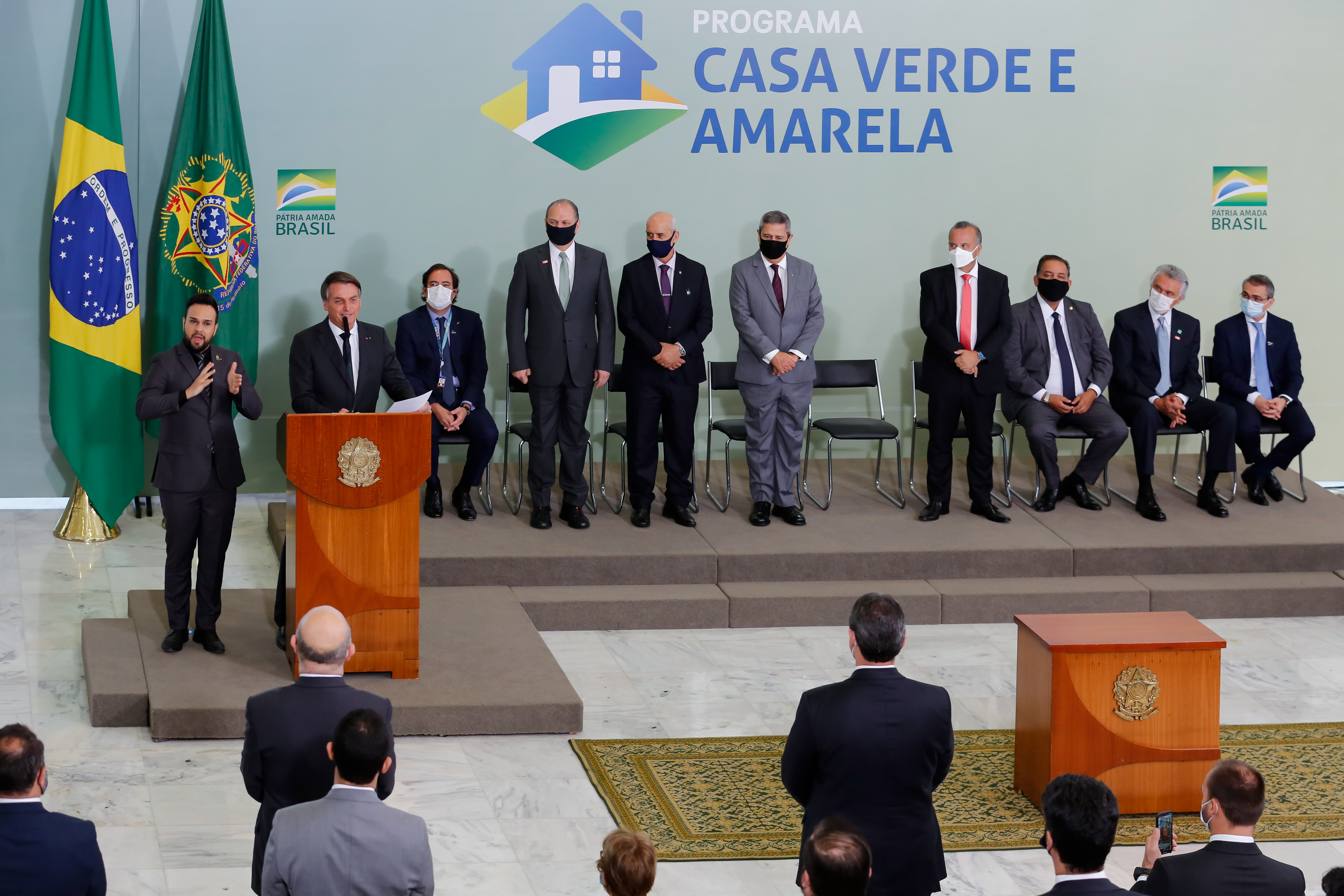
Presidente Jair Bolsonaro discursa no lançamento do Programa Casa Verde e Amarela em agosto de 2020.

A melhoria habitacional consiste na reforma e ampliação do imóvel, como construção de telhado, quarto extra, banheiro, instalações elétricas ou hidráulicas, colocação de piso e acabamentos em geral. Também poderão ser instalados equipamentos de aquecimento solar ou eficiência energética. As melhorias habitacionais são uma forma de aproveitar os investimentos já realizados pelas famílias em suas casas, além de respeitar os vínculos sociais e econômicos. Serão atendidos os ocupantes de imóveis nos núcleos urbanos selecionados para Regularização Fundiária, com renda mensal de até R$ 5 mil. É necessário estar no CadÚnico do Governo Federal, não possuir outros imóveis no território nacional e o proprietário ser maior de 18 anos ou emancipado.
Com essas novas ações, o Governo Federal esperava atender um número mais amplo de pessoas em vulnerabilidade social a menor custo para o Poder Público. O investimento em regularização fundiária e melhoria habitacional é muito menor (de R$ 500,00 a R$ 20 mil) se comparado aos recursos necessários à construção de uma unidade habitacional (média de R$ 80 mil).

### Financiamentos
O Casa Verde e Amarela pretende garantir mais recursos para financiamento da casa própria. Isso será possível com a menor taxa de juros da história do Fundo de Garantia do Tempo de Serviço (FGTS) e com mudanças na remuneração do agente financeiro. As regiões Norte e Nordeste serão contempladas com a redução nas taxas de juros em até 0,5 ponto percentual para famílias com renda de até R$ 2 mil mensais e em até 0,25 para quem ganha entre R$ 2 mil e R$ 2,6 mil. Nessas localidades, os juros poderão chegar a 4,25% ao ano para cotistas do FGTS e, nas demais regiões, a 4,5%.
O programa também prevê a redução da parcela de spread bancário (diferença entre o valor pago pelo banco aos correntistas e o cobrado nas operações de crédito) pago pelo Fundo aos agentes financeiros operadores do programa, sem comprometer a sustentabilidade das operações. As contratações de crédito viabilizadas por meio do Casa Verde Amarela ocorrerão nos moldes já implementados pelos agentes financeiros: os cidadãos interessados devem procurar diretamente as construtoras credenciadas e os bancos operadores.
Em 2019, foram disponibilizados R$ 62 bilhões do FGTS para financiamentos habitacionais e, neste ano, o montante deve alcançar R$ 61 bilhões – dos quais R$ 25 bilhões já serão direcionados para os contratos de créditos no formato do novo programa.

## Diferenças entre programas
Principais diferença entre o Minha Casa, Minha Vida e o novo Programa Casa Verde e Amarela:
Modalidades de atendimento:
MCMV: única modalidade era produção habitacional.
Casa Verde e Amarela: atua com diversas modalidades – regularização fundiária, melhoria e produção habitacional financiada.
Novas taxas de juros segundo os grupos:
Uma das inovações propostas pelo Programa Casa Verde e Amarela foi a implementação de estratégias regionais para atender de forma mais específica às necessidades locais. Nas regiões Norte e Nordeste, por exemplo, além da redução de taxas de juros, houve um esforço para priorizar obras em áreas rurais e comunidades indígenas ou quilombolas, reconhecendo as particularidades culturais e socioeconômicas desses grupos. Esses ajustes buscaram ampliar o impacto social do programa, reduzindo desigualdades históricas no acesso à moradia. Contudo, especialistas apontaram que, apesar da intenção, a execução dessas medidas foi limitada, tanto pela falta de recursos como pela dificuldade em integrar ações entre os níveis federal, estadual e municipal.
MCMV: uma única taxa de juro para todo o País, com a variação conforme as faixas de renda
Casa Verde e Amarela: taxas de juros variadas, conforme a faixa de renda e a localidade do imóvel. Redução da taxa para moradores do Norte e Nordeste, ampliação da abrangência de beneficiadas nessas localidades – com rendimento de até R$ 2,6 mil – e aumento do limite do valor do imóvel financiado. 

## Desempenho
O programa começou com um desempenho fraco. Até 30 de agosto de 2021 haviam sido concluídas apenas cerca de 20 mil unidades para a faixa com renda mensal de até R$ 2 mil, abaixo da média dos dez anos anteriores. Nenhuma obra havia sido regularizada e nenhuma havia sido reformada, e a continuidade do programa estava ameaçada por falta de recursos. Até o fim de 2021, segundo o Ministério do Desenvolvimento Regional, cerca de 350 mil famílias foram beneficiadas.
No início de 2022 foram contratadas mais 100 mil unidades, mas no primeiro trimestre do ano as vendas caíram em cerca de 9% em relação ao período anterior, totalizando 26.942 unidades, e os novos lançamentos (imóveis aptos para financiamento) sofreram uma queda de 10%, totalizando 16.960 unidades, segundo dados da Abrainc/Fipe, mas segundo a CBIC/Senai/Brain a queda nos lançamentos no 1º trimestre foi de 40%. A queda foi atribuída a vários fatores, incluindo aumento dos preços e custos dos materiais de construção; falta de confiança dos empresários e incorporadoras, e queda do poder aquisitivo das famílias.
Para o ano de 2023 o orçamento previsto foi de apenas 1,2 bilhão de reais, uma queda de 90% na média nos recursos destinados à moradia popular nos dez anos anteriores. Em seu auge o Minha Casa, Minha Vida chegou a investir 30 bilhões anuais. Os cortes, além de prejudicarem a população-alvo, devem trazer consequências negativas também para o setor da construção civil. Cerca de 140 mil moradias terão suas obras paralisadas pelos cortes.

## Críticas
O programa recebeu críticas contundentes desde antes de sua aprovação, principalmente pela dispensa da consulta ao Conselho Nacional das Cidades, mas também por uma percebida falta de priorização de famílias lideradas por mulheres (com crianças na primeira infância, idosos ou pessoas com deficiência) e as que pertençam a populações tradicionais, e por não estabelecer um teto para que o financiamento do imóvel não produza um endividamento catastrófico para as famílias. Alguns críticos acusaram o Governo Federal de renomear o Programa Minha Casa, Minha Vida com fins eleitorais. Em nota publicada em dezembro de 2020, a Central Sindical e Popular Conlutas  declarou que "a proposta recebeu duras críticas dos movimentos populares, que avaliam não se tratar de um novo programa habitacional, que já é altamente insuficiente no país, mas sim de uma medida para garantir mais lucros para os setores financeiros e imobiliários".
Em 2021 o presidente da Câmara Brasileira da Indústria da Construção, José Carlos Martins, criticou o governo pelos poucos recursos destinados, acusando-o de não mostrar vontade política para investir mais. Rud Rafael, membro da coordenação do Movimento dos Trabalhadores Sem Teto, disse que o programa dificultou o acesso à moradia das famílias de mais baixa renda e deixou de ser um programa social de moradia para se tornar um programa de crédito habitacional. Na análise de Marco & Battirola, o programa tem diversos aspectos questionáveis, entre eles uma menor participação dos municípios nas decisões, podendo levar a "uma incompatibilidade entre a produção e a real necessidade de moradia"; possibilita que a regularização fundiária seja terceirizada para empresa privada, eximindo o Estado de uma função que constitucionalmente é sua; pode gerar uma institucionalização de mecanismos de possível espoliação e expropriação, e por fim "o programa não se vinculou ao objetivo de solucionar problemas mais complexos como o tratamento de áreas de risco, o desadensamento, o acesso ao saneamento, etc. Sem recursos suficientes, o programa deixa de lado a garantia de moradia digna que assola milhões de nacionais. [...] Totalmente desenvolvido no âmbito político-administrativo, com pareceres de construtoras e instituições financeiras, a exclusão da sociedade civil do debate necessário nos âmbitos da política e consequentemente das esferas públicas deixa clara a despreocupação com o planejamento do espaço público".